# S/2022 (15094) 1
S/2022 (15094) 1 ist ein Mond des Jupiter-Trojaners (15094) Polymele, welcher dem Planeten im Lagrange-Punkt L4 vorausläuft. Der mittlere Durchmesser des Mondes beträgt etwa 5 Kilometer, was durchschnittlich etwa ein Viertel des Mutterasteroiden ausmacht. Am 15. September 2027 soll die Raumsonde Lucy an Polymele vorbeifliegen und dabei auch dessen Mond aus der Nähe untersuchen.

## Entdeckung und Benennung
S/2022 (15094) 1 wurde am 27. März 2022 von einem Astronomenteam um Marc W. Buie durch Untersuchungen einer Sternbedeckung von Polymele vor einem Stern, entdeckt. Dabei wurden 26 Teams von professionellen und Amateurastronomen in dem Radius verteilt, von wo aus die Bedeckung zu beobachten war. Das Lucy-Missionsteam plante, die Örtlichkeit, Größe und Form von Polymele mit bisher unerreichter Präzision zu vermessen während er vor dem Stern vorüberzog. 14 der 26 Teams konnten ein Blinken des Sterns registrieren, doch wurden bei zweien davon festgestellt, dass die Beobachtungen sich von den anderen unterschied. Diese beiden Teams erkannten ein Objekt, das sich etwa 200 km von Polymele weg befand. Zu diesem Zeitpunkt war Polymele 770 Millionen Kilometer von der Erde entfernt.
Der Mond ist nach Skamandrios, S/2013 (16974) 1 und Queta der bislang vierte bekannte natürliche Begleiter der L4-Trojaner, der sog. «griechischen Gruppe». Die Entdeckung wurde am 16. August 2022 bekanntgegeben; der Mond erhielt die vorläufige Bezeichnung S/2022 (15094) 1.
Das Lucy-Team nennt den Begleiter provisorisch Shaun, nach dem animierten Schaf in der Fernsehserie von Aardman Animations.
Bevor eine offizielle Benennung erfolgt, müssen die Bahnelemente noch genau bestimmt werden. Die Namensvergabe wird der revidierten Konvention für Trojaner-Benennungen folgen, die an der 30. Generalversammlung der IAU übernommen wurden. In Anbetracht der Tatsache, dass sehr viel mehr trojanische Asteroiden als Namen von griechischen und trojanischen Helden bekannt sind, können Trojaner mit einer Absoluten Helligkeit von mehr als 12 mag nach olympischen Athleten benannt werden. Die Namen von Monden sollten zudem mit dem Namen des Mutterasteroiden zusammenhängen.

## Bahneigenschaften
S/2022 (15094) 1 umläuft Polymele auf einer kreisförmigen, äquatornahen Umlaufbahn in einem mittleren Abstand von 204 km zum Planetoiden (ca. 19,4 Polymele- bzw. etwa 81,6 S/2022 (15094) 1-Radien). Die Bahnexzentrizität, die -neigung und die Umlaufzeit sind gegenwärtig noch unbekannt.

## Physikalische Eigenschaften
Der Durchmesser von S/2022 (15094) 1 wird derzeit auf 5 km bis maximal 6 km geschätzt. Ausgehend von einem Durchmesser von 5 km ergibt sich eine Gesamtoberfläche von etwa 78 km2.
| Jahr                                         | Abmessungen km | Quelle        |
| -------------------------------------------- | -------------- | ------------- |
| 2022                                         | 5,0            | M. Buie u. a. |
| Die präziseste Bestimmung ist fett markiert. |                |               |

Es ist möglich, dass viele Trojaner-Asteroiden Planetesimale sind, die während der äußeren Migration der Riesenplaneten in den Lagrange-Punkten des Jupiter-Sonne-Systems vor 3,9 Milliarden Jahren eingefangen wurden.

## Erforschung
Am 4. Januar 2017 wurde von der NASA die Entsendung der Raumsonde Lucy beschlossen, die am 16. Oktober 2021 gestartet ist und nach Vorbeiflügen an den Hauptgürtelasteroiden (152830) Dinkinesh (2023) und (52246) Donaldjohanson (2025) zuerst die L4-Trojaner (3548) Eurybates mit seinem Mond Queta (August 2027) untersuchen soll. Am 15. September 2027 wird die Sonde an Polymele in einem Abstand von 415 km passieren und dabei auch den Mond näher untersuchen können.
Nach dem Polymele-System werden 2028 ebenfalls die L4-Trojaner (11351) Leucus und (21900) Orus untersucht. Dann wird die Sonde im Dezember 2030 ein Fly-by-Manöver an der Erde durchführen, um die L5-Doppel-Trojaner (617) Patroclus und Menoetius im März 2033 zu erreichen. Das Missionsziel ist eine genauere Bestimmung der Form und Größe sowie der Rotation und der spektroskopischen Eigenschaften der genannten Asteroiden.